# 特林斯
特林斯是奥地利蒂罗尔州因斯布鲁克兰县的一个市镇。总面积48.8平方公里，总人口1273人，人口密度26.1人/平方公里（2011年）。